# 614th Air Operations Center
Il 614th Air Operations Center è stato un centro operativo di tipo funzionale della United States Space Force. Il suo quartier generale era situato presso la Vandenberg Air Force Base, in California.

## Missione
Il centro assumeva anche la funzione di Joint Space Operations Center (JSpOC) per lo USSTRATCOM. All'organizzazione è stato affiancato il 9th Combat Operations Squadron, 310th Space Wing, Air Force Reserve Command

## Organizzazione
A maggio 2017, il centro controllava:
- 614th Strategy Division
- 614th Combat Plans Division
- 614th Combat Operations Division
- 614th Unified Space Vault Division
- 614th Intelligence, Surveillance and Reconnaissance Division
- Detachment 1, Dahlgren, Virginia